# Xavier de Dananche

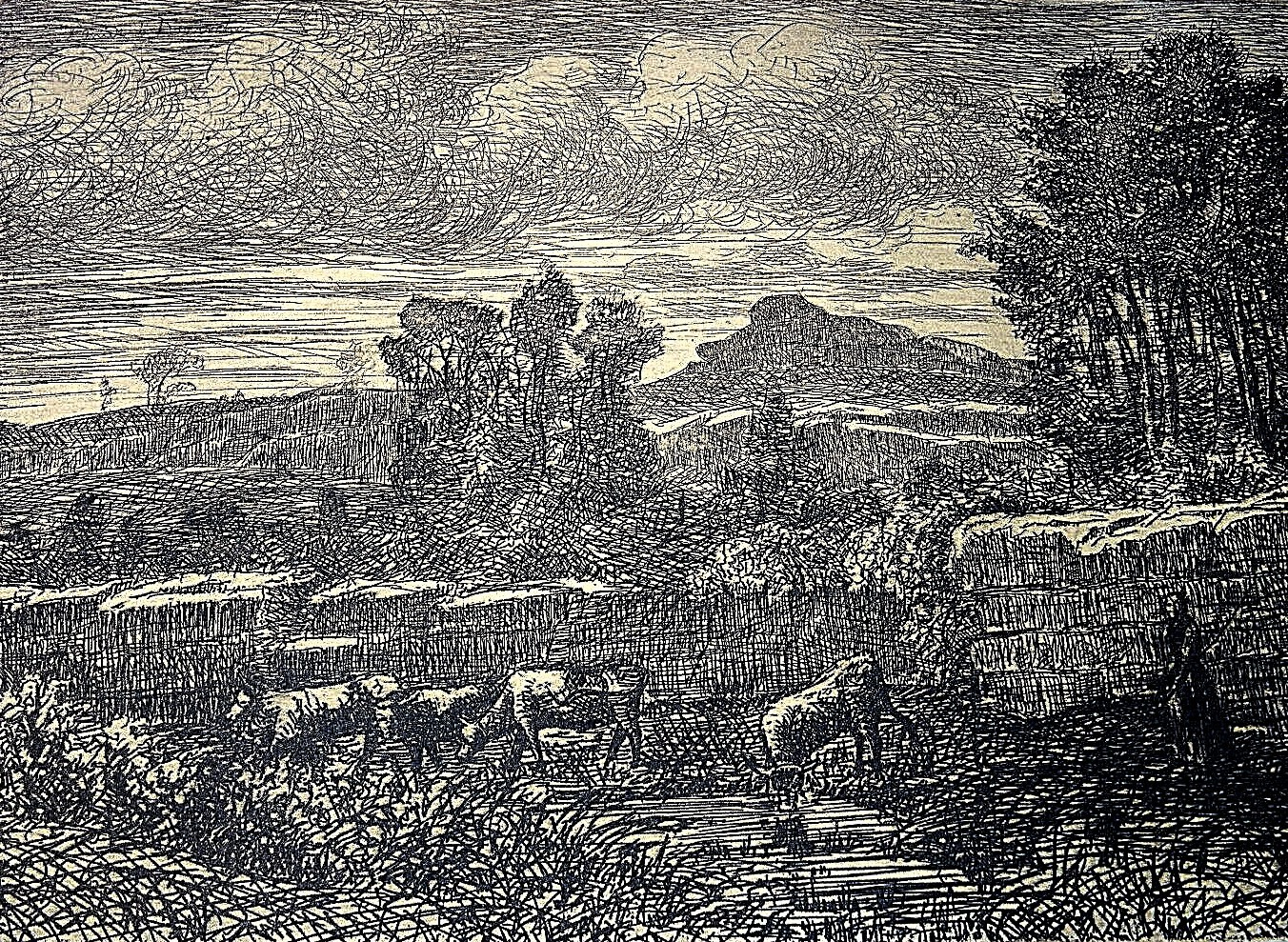
Xavier de Dananche, Le gué, 1860.

Marie Xavier Gaillard de Dananche dit Xavier de Dananche (1828-1894) est un peintre et graveur français, spécialisé dans le paysage.

## Biographie
Fils de Maurice Gaillard de Dananche (1785-1856) et de Marie Henriette Caroline de Chabert de Boën (1802-1876), Xavier est né à Saint-Amour (Jura) le 10 décembre 1828. Il a un frère, François Louis (1830-1885), également peintre, et qui s'était lié d'amitié avec l'artiste Pierre Puvis de Chavannes. De son mariage avec Juliette Haudry de Soucy (1832-1883), Xavier a trois filles survivantes, dont la première, Louise (1860-1950), épouse Ambroise René Puvis de Chavannes (1854-1931), avec descendance.
Peintre peu connu, Xavier de Dananche est en revanche l'auteur de cent-vingt six eaux-fortes remarquées par la critique de son temps. Les premières, des paysages composés sous l'influence de Camille Corot dont il fut l'élève, paraissent dans L'Artiste. Il expose ses estampes au Salon à compter de 1863 (et jusqu'en 1886). Puis, à partir de 1864, la Société des aquafortistes commence à l'éditer à travers ses albums annuels durant trois ans, dont une série de vues inspirées du Jura. C'est ensuite une série forte de quarante-deux pièces illustrant la vie à la campagne, entre scène de genre et scène pastorale, mêlant allégorie, mythologie et réalisme, toujours inspirées du Jura mais aussi du pays de Bresse. Marqué par le terroir, Dananche traite enfin durant les dernières années de sa vie le paysage sous toutes ses formes et avec précision. La maison Cadart lui est fidèle puisqu'elle continue dans les années 1870-1880 à le publier en ses albums. On connaît de lui aussi au moins deux gravures de reproduction, d'après Ruisdael. 
Il réside principalement au château de Saint-Sulpice à Condal.
Il meurt le 19 juillet 1894 à Baden (Argovie) en Suisse, âgé de 66 ans, et est inhummé à Condal.